# De ransel, het hoedje en het hoorntje
De ransel, het hoedje en het hoorntje is een sprookje, opgetekend door de gebroeders Grimm in hun Kinder- und Hausmärchen als KHM54.

## Het verhaal
Drie broers zijn erg arm en ze trekken de wereld in. Ze komen bij een bos en daarin staat een berg van zilver. De oudste pakt zoveel zilver als hij dragen kan en gaat naar huis. De anderen hopen op meer geluk en trekken verder. Ze komen bij een berg van goud en de tweede broer pakt zoveel als hij dragen kan en gaat naar huis. Dan loopt de jongste broer verder en na drie dagen komt hij in een groter bos en hij komt bijna om van de honger. Hij wenst nog eenmaal te kunnen eten en ziet dan een tafelkleedje vol met voedsel. Hij eet en vouwt het kleedje op en neemt dit mee.
's Avonds krijgt hij weer honger en hij vouwt het kleedje uit, dan wenst hij opnieuw voedsel en zijn wens wordt vervuld. Hij begrijpt dat het een kleedje-dekje is en dit is meer waard dan een berg van zilver of van goud. Maar de jongen wil nog meer en hij gaat nog niet naar huis. Hij komt een roetzwarte kolenbrander tegen in een bos en deze kookt aardappels op het vuur. De jongen groet Zwarte Piet en de jongen vertelt dat hij niet van het eten hoeft, omdat hij zelf heeft meegebracht. De kolenbrander eet met de jongen mee en hij wil het kleedje wel ruilen voor een soldatenransel vol toverkracht.
Als je op de ransel klopt, komt er een korporaal met zes manschappen. De jongen ruilt en draagt zijn manschappen op om zijn kleedje terug te halen. De jongen komt nog een kolenbrander tegen en deze biedt na het eten zijn hoedje aan. Als dit wordt rondgedraaid, beginnen kanonnen te bulderen en niemand kan ontkomen. De jongen ruilt zijn kleedje en laat zijn soldaten opnieuw terugkeren om het kleedje terug te halen. Hij heeft nu drie magische voorwerpen en de jongen loopt door.
Hij komt een derde kolenbrander tegen die opnieuw een maaltijd van aardappelen zonder smout aanbiedt. De jongen laat hem mee-eten en ook deze kolenbrander biedt zijn voorwerp aan, met zijn hoorntje kan je muren en vestingwerken laten instorten. De jongen ruilt zijn kleedje en laat het weer terughalen, met de voorwerpen gaat hij dan naar huis. Hij ziet een groot huis, gebouwd van het zilver en goud van zijn broers. Ze willen hem niet als broer erkennen, omdat hij het halfgescheurde jasje draagt, een sjofel hoedje en een oude ransel op zijn rug heeft.
De oudere broers jagen hem weg en de jongen klopt op zijn ransel tot er hondervijftig man voor het huis staan. Ze omsingelen de broers en ranselen hen af. De koning hoort van het voorval en laat de manschappen uitrukken, maar het leger van de jongen groeit. De koning wil de zwerver stoppen en laat nog een groter leger uitrukken als zijn eerste poging mislukt. De jongen draait zijn hoedje rond en de mannen van de koning worden verdreven. De koning krijgt vrede als hij zijn dochter tot vrouw geeft en de koningsdochter is niet blij met de sjofele man.
Ze doet alsof ze van hem houdt, maar wil dat hij zijn ransel af doet. Hij zegt dat dit de grootste schat ter wereld is en hij verklapt het geheim. Ze neemt de ransel mee en laat de krijgsheren aanvallen. De jongen heeft zijn hoedje nog en iedereen wordt neergemaaid. De koningsdochter smeekt om genade en doet weer alsof ze van hem houdt. Ze pakt later ook het hoedje af en gooit het naar buiten, maar het hoorntje heeft zijn macht nog en de jongen blaast er op. Alles stort in, steden en dorpen en de koningsdochter en koning vinden de dood. De jongen roept zichzelf uit tot koning van het land.

## Achtergronden bij het sprookje
- Het sprookje komt uit Nederhessen.
- Het getal drie heeft een grote betekenis in dit sprookje.
  - goud, zilver en doekje-dekje
  - ransel, hoedje en hoorntje
  - drie kolenbranders (kluizenaars of priesters diep in het bos, ze hoeden het vuur)
- Drie toverdingen komen ook voor in Tafeltje dek je, ezeltje strek je en knuppel uit de zak (KHM36), De gouden gans (KHM64), De koning van de gouden berg (KHM92), De raaf (KHM93), De jood in de doornstruik (KHM110), De ijzeren kachel (KHM127), De waternimf in de vijver (KHM181) en Het klosje, de schietspoel en de naald (KHM188).
- In De djinn van de zee en Tafeltje dek je, ezeltje strek je en knuppel uit de zak komt een tovertafel voor.